# Tivetshall St Margaret
Tivetshall St Margaret – wieś w Anglii, w hrabstwie Norfolk, w dystrykcie South Norfolk. Leży 23 km na południe od Norwich i 137 km na północny wschód od Londynu. Miejscowość liczy 266 mieszkańców.